# Ernst Rudolf Redepenning
Ernst Rudolf Redepenning (geboren 24. Mai 1810 in Stettin; gestorben 27. März 1883 in Göttingen) war ein evangelisch-lutherischer Kirchenhistoriker.

## Leben
Als Sohn eines höheren städtischen Verwaltungsbeamten studierte Redepenning ab 1827 Evangelische Theologie an den Universitäten Berlin und Bonn. Im Jahr 1831 wurde er Repetent an der Bonner evangelisch-theologischen Fakultät, im Folgejahr Privatdozent und 1836 außerordentlicher Professor in Bonn. Am 20. Juli 1837 promovierte er an der Universität Gießen zum Dr. theol. 
Seit 1839 hatte Redepenning eine Professur an der Universität Göttingen und amtierte dort auch als Universitätsprediger. Im Jahr 1855 legte er seine Professur nieder und trat ins Pfarramt ein. Zuletzt war er Superintendent und Kirchenrat in Ilfeld am Harz. Redepenning starb 72-jährig im Göttinger Ernst-August-Krankenhaus an den Folgen einer Operation.

## Lehre
Redepenning ist insbesondere bekannt durch seine umfangreiche Biografie des altkirchlichen Theologen Origenes. In den Jahren 1841–1846 erschien das zweibändige Werk Origenes: Eine Darstellung seines Lebens und seiner Lehre. Redepenning beanspruchte, mit einer Grundhaltung ähnlich seinem Zeitgenossen Leopold von Ranke, den wirklichen Origenes zu präsentieren, ohne ihn den eigenen theologischen Präferenzen anzupassen. Dabei blieb er in den traditionellen Gleisen, wenn er Origenes vor allem als Dogmatiker darstellte, der ein theologisches System entwickelt habe. Immerhin interessierte sich Redepenning stärker als bisher üblich für die Bibelkommentare und Homilien. Redepenning betonte, dass Origenes sein System nur als Wahrscheinlichkeit, nie als sichere Wahrheit darstelle; als verlässlich sei ihm nur die Kirchenlehre bzw. der „Kirchenglaube“ erschienen.